# Gradusa Posavska
Gradusa Posavska falu Horvátországban, Sziszek-Monoszló megyében. Közigazgatásilag Sunjához tartozik.

## Fekvése
Sziszek városától légvonalban 16, közúton 33 km-re délkeletre, községközpontjától  5 km-re északnyugatra, a sziszeki Szávamentén, a Báni végvidék határán, Száva jobb partján, a Gradusa-patak torkolatánál fekszik. A házak részben a Száva mentén a folyóval párhuzamosan, részben pedig egy erre merőleges futó utca mentén sorakoznak. A két településrész találkozásánál kis kápolna áll. A települést kompjárat köti össze a Száva túloldalán fekvő Lukavec Posavski faluval.

## Története
A térség 1687-ben szabadult fel a török uralom alól. A kiürült területre hamarosan megkezdődött a keresztény lakosság betelepítése. A vidék birtokosai a Keglevichek a Felső-Szávamentéről telepítették ide jobbágyaik egy részét. A falu, melyet 1733-ban említenek először topolovaci uradalmukhoz tartozott. 1773-ban az első katonai felmérés térképén a település „Dorf Gradusza” néven szerepel.
A településnek 1857-ben 255, 1910-ben 414 lakosa volt. Zágráb vármegye Petrinyai járásához tartozott. 1918-ban az új szerb-horvát-szlovén állam, majd később Jugoszlávia része lett. A II. világháború idején a Független Horvát Állam része volt. A háború után enyhült a szegénység és sok ember talált munkát a közeli városokban. 1991. június 25-én a független Horvátország része lett. A délszláv háború idején sikerrel védték meg a horvát erők. A településnek 2011-ben 89 lakosa volt.

## Népesség
| Lakosság változása | Lakosság változása | Lakosság változása | Lakosság változása | Lakosság változása | Lakosság változása | Lakosság változása | Lakosság változása | Lakosság változása | Lakosság változása | Lakosság változása | Lakosság változása | Lakosság változása | Lakosság változása | Lakosság változása | Lakosság változása |
| ------------------ | ------------------ | ------------------ | ------------------ | ------------------ | ------------------ | ------------------ | ------------------ | ------------------ | ------------------ | ------------------ | ------------------ | ------------------ | ------------------ | ------------------ | ------------------ |
| 1857               | 1869               | 1880               | 1890               | 1900               | 1910               | 1921               | 1931               | 1948               | 1953               | 1961               | 1971               | 1981               | 1991               | 2001               | 2011               |
| 255                | 319                | 313                | 326                | 347                | 414                | 389                | 389                | 332                | 313                | 254                | 215                | 176                | 162                | 123                | 89                 |

## Nevezetességei
- A Szentháromság tiszteletére szentelt római katolikus kápolnája.
- Római épületmaradványok a „Ciglana“ nevű régészeti lelőhelyen.